# Olekszandrivka (Csulakivka község)
Olekszandrivka (ukránul: Олександрівка), 2016-ig Krasznoznamjanka falu Ukrajna Herszoni területének Szkadovszki járásában. Csulakivka községhez tartozik. Lakossága a 2001-es népszámlálás idején 644 fő volt. Ebből 86,34%-nak ukrán, 12,73%-nak orosz az anyanyelve. A 2020-as ukrajnai közigazgatási reformig a Hola Prisztany-i járáshoz tartozott.